# Championnat d'Europe masculin de volley-ball des moins de 21 ans 2008
Navigation
Kazan 2006 Moguilev/Babrouïsk 2010
Le 21e championnat d'Europe de volley-ball masculin des moins de 21 ans (Juniors) se déroule du 30 août au 7 septembre 2008 à Brno (République tchèque).

## Équipes qualifiées
| - Russie (1er Championnat d'Europe 2006) - France (2e Championnat d'Europe 2006) - Italie (3e Championnat d'Europe 2006) - Tchéquie (Pays Organisateur) - Pays-Bas (1er Groupe A TQCE) - Pologne (1er Groupe B TQCE) | - Belgique (1er Groupe C TQCE) - Slovénie (1er Groupe D TQCE) - Biélorussie (1er Groupe E TQCE) - Turquie (2e Groupe E TQCE) - Allemagne (1er Groupe F TQCE) - Croatie (2e Groupe F TQCE) |

## Déroulement de la compétition

### Tour préliminaire

#### Composition des groupes
| Poule 1                                                                             | Poule 2                                                                                |
| ----------------------------------------------------------------------------------- | -------------------------------------------------------------------------------------- |
| Site : Brno , Bohunice Sports Hall Russie Italie Pologne Belgique Allemagne Turquie | Site : Brno , Vodová Sports Hall France Tchéquie Slovénie Pays-Bas Biélorussie Croatie |

#### Poule 1
| # | Équipe    | Pts | J | G | P | Sp | Sc | Ratio | Pp  | Pc  | Ratio |
| - | --------- | --- | - | - | - | -- | -- | ----- | --- | --- | ----- |
| 1 | Russie    | 10  | 5 | 5 | 0 | 15 | 5  | 3     | 481 | 388 | 1.24  |
| 2 | Allemagne | 9   | 5 | 4 | 1 | 13 | 6  | 2.167 | 451 | 385 | 1.171 |
| 3 | Italie    | 7   | 5 | 2 | 3 | 10 | 11 | 0.909 | 448 | 487 | 0.92  |
| 4 | Belgique  | 7   | 5 | 2 | 3 | 8  | 10 | 0.8   | 417 | 415 | 1.005 |
| 5 | Pologne   | 6   | 5 | 1 | 4 | 7  | 13 | 0.538 | 417 | 469 | 0.889 |
| 6 | Turquie   | 6   | 5 | 1 | 4 | 5  | 13 | 0.385 | 370 | 440 | 0.841 |

#### Poule 2
| # | Équipe      | Pts | J | G | P | Sp | Sc | Ratio | Pp  | Pc  | Ratio |
| - | ----------- | --- | - | - | - | -- | -- | ----- | --- | --- | ----- |
| 1 | France      | 9   | 5 | 4 | 1 | 13 | 3  | 4.333 | 401 | 335 | 1.197 |
| 2 | Pays-Bas    | 9   | 5 | 4 | 1 | 13 | 6  | 2.167 | 449 | 401 | 1.12  |
| 3 | Biélorussie | 8   | 5 | 3 | 2 | 10 | 9  | 1.111 | 448 | 438 | 1.023 |
| 4 | Croatie     | 7   | 5 | 2 | 3 | 9  | 11 | 0.818 | 439 | 456 | 0.963 |
| 5 | Tchéquie    | 6   | 5 | 1 | 4 | 5  | 12 | 0.417 | 359 | 396 | 0.907 |
| 6 | Slovénie    | 6   | 5 | 1 | 4 | 4  | 13 | 0.308 | 347 | 417 | 0.832 |

### Tour final

#### Classement 5-8
|  | Tour de classement                          | Tour de classement                    |          |   | 5e place                                    | 5e place                                    |
|  | Tour de classement                          | Tour de classement                    |          |   | 5e place                                    | 5e place                                    |
|  |                                             |                                       |          |   |                                             |                                             |
|  | Brno, 6 septembre (25-18 25-20 25-13)       | Brno, 6 septembre (25-18 25-20 25-13) |          |   | Brno, 7 septembre (25-21 29-31 25-21 25-15) | Brno, 7 septembre (25-21 29-31 25-21 25-15) |
|  | Brno, 6 septembre (25-18 25-20 25-13)       | Brno, 6 septembre (25-18 25-20 25-13) |          |   | Brno, 7 septembre (25-21 29-31 25-21 25-15) | Brno, 7 septembre (25-21 29-31 25-21 25-15) |
|  | Italie                                      | 3                                     |          |   | Brno, 7 septembre (25-21 29-31 25-21 25-15) | Brno, 7 septembre (25-21 29-31 25-21 25-15) |
|  | Italie                                      | 3                                     |          |   | Brno, 7 septembre (25-21 29-31 25-21 25-15) | Brno, 7 septembre (25-21 29-31 25-21 25-15) |
|  | Croatie                                     | 0                                     |          |   | Brno, 7 septembre (25-21 29-31 25-21 25-15) | Brno, 7 septembre (25-21 29-31 25-21 25-15) |
|  | Croatie                                     | 0                                     | Italie   | 3 |                                             |                                             |
|  | Brno, 6 septembre (20-25 19-25 25-18 22-25) |                                       | Italie   | 3 |                                             |                                             |
|  |                                             | Biélorussie                           | 1        |   |                                             |                                             |
|  | Belgique                                    | Biélorussie                           | 1        | 1 |                                             |                                             |
|  | Belgique                                    |                                       |          | 1 |                                             |                                             |
|  | Biélorussie                                 | 3                                     |          |   |                                             |                                             |
|  | Biélorussie                                 | 3                                     | 7e place |   |                                             |                                             |
|  |                                             |                                       |          |   |                                             |                                             |
|  | Brno, 7 septembre (17-25 17-25 22-25)       |                                       |          |   |                                             |                                             |
|  |                                             |                                       |          |   |                                             |                                             |
|  | Croatie                                     | 0                                     |          |   |                                             |                                             |
|  | Croatie                                     | 0                                     |          |   |                                             |                                             |
|  | Belgique                                    | 3                                     |          |   |                                             |                                             |
|  | Belgique                                    | 3                                     |          |   |                                             |                                             |

#### Classement 1-4
|  | Demi-finales                                      | Demi-finales                          |                        |   | Finale                                      | Finale                                      |
|  | Demi-finales                                      | Demi-finales                          |                        |   | Finale                                      | Finale                                      |
|  |                                                   |                                       |                        |   |                                             |                                             |
|  | Brno, 6 septembre (26-28 16-25 15-25)             | Brno, 6 septembre (26-28 16-25 15-25) |                        |   | Brno, 7 septembre (25-23 25-27 20-25 17-25) | Brno, 7 septembre (25-23 25-27 20-25 17-25) |
|  | Brno, 6 septembre (26-28 16-25 15-25)             | Brno, 6 septembre (26-28 16-25 15-25) |                        |   | Brno, 7 septembre (25-23 25-27 20-25 17-25) | Brno, 7 septembre (25-23 25-27 20-25 17-25) |
|  | Russie                                            | 0                                     |                        |   | Brno, 7 septembre (25-23 25-27 20-25 17-25) | Brno, 7 septembre (25-23 25-27 20-25 17-25) |
|  | Russie                                            | 0                                     |                        |   | Brno, 7 septembre (25-23 25-27 20-25 17-25) | Brno, 7 septembre (25-23 25-27 20-25 17-25) |
|  | Allemagne                                         | 3                                     |                        |   | Brno, 7 septembre (25-23 25-27 20-25 17-25) | Brno, 7 septembre (25-23 25-27 20-25 17-25) |
|  | Allemagne                                         | 3                                     | Allemagne              | 1 |                                             |                                             |
|  | Brno, 6 septembre (25-23 28-26 22-25 15-25 12-15) |                                       | Allemagne              | 1 |                                             |                                             |
|  |                                                   | France                                | 3                      |   |                                             |                                             |
|  | Pays-Bas                                          | France                                | 3                      | 2 |                                             |                                             |
|  | Pays-Bas                                          |                                       |                        | 2 |                                             |                                             |
|  | France                                            | 3                                     |                        |   |                                             |                                             |
|  | France                                            | 3                                     | Match pour la 3e place |   |                                             |                                             |
|  |                                                   |                                       |                        |   |                                             |                                             |
|  | Brno, 7 septembre (25-23 26-28 25-19 25-17)       |                                       |                        |   |                                             |                                             |
|  |                                                   |                                       |                        |   |                                             |                                             |
|  | Russie                                            | 3                                     |                        |   |                                             |                                             |
|  | Russie                                            | 3                                     |                        |   |                                             |                                             |
|  | Pays-Bas                                          | 1                                     |                        |   |                                             |                                             |
|  | Pays-Bas                                          | 1                                     |                        |   |                                             |                                             |

## Classement final
| Place              | Équipe      |
| ------------------ | ----------- |
| Médaille d'or      | France      |
| Médaille d'argent  | Allemagne   |
| Médaille de bronze | Russie      |
| 4                  | Pays-Bas    |
| 5                  | Italie      |
| 6                  | Biélorussie |
| 7                  | Belgique    |
| 8                  | Croatie     |
| 9                  | Pologne     |
| 9                  | Tchéquie    |
| 11                 | Turquie     |
| 11                 | Slovénie    |

## Distinctions individuelles
- Meilleur joueur (MVP) :  Earvin N'Gapeth
- Meilleur marqueur :  Ludovico Dolfo
- Meilleur attaquant :  Ludovico Dolfo
- Meilleur serveur :  Michele Baranowicz
- Meilleur contreur :  Siarhei Busel
- Meilleur passeur :  Valentin Bezrunkov
- Meilleur réceptionneur :  Alexey Obmochaev
- Meilleur libero :  Alexey Obmochaev